# 莫尔科内
莫尔科内（義大利語：Morcone），是意大利贝内文托省的一个市镇。总面积100.4平方公里，人口5166人，人口密度51.5人/平方公里（2009年）。ISTAT代码为062044。